# Calilena adna
Calilena adna är en spindelart som beskrevs av Chamberlin och Ivie 1941. Calilena adna ingår i släktet Calilena och familjen trattspindlar. Inga underarter finns listade.